# 埃斯帕内斯
埃斯帕内斯（法語：Espanès，法語發音：[ɛspanɛs]）是法国上加龙省的一个市镇，属于图卢兹区。

## 地理
埃斯帕内斯（43°27'10"N, 1°29'19"E）面积3.53 平方千米，位于法国奧克西塔尼大區上加龙省，该省份为法国西南部内陆省份，西南端与西班牙接壤，自此顺时针与上比利牛斯省、热尔省、塔恩-加龙省、塔恩省、奥德省和阿列日省接壤。
与埃斯帕内斯接壤的市镇（或旧市镇、城区）包括：欧尔维尔、克莱蒙堡、科龙萨克、伊叙、蒙布兰洛拉盖、沃内尔克。

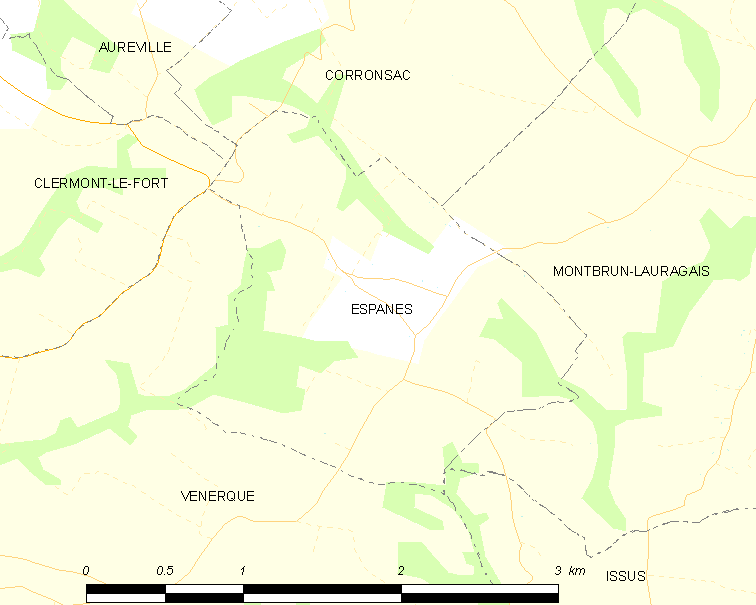
埃斯帕内斯的OSM定位图

埃斯帕内斯的时区为UTC+01:00、UTC+02:00（夏令时）。

## 行政
埃斯帕内斯的邮政编码为31450，INSEE市镇编码为31171。

## 政治
埃斯帕内斯所属的省级选区为埃斯卡尔康斯县。

## 人口

1962-2008年间埃斯帕内斯人口变化图示

埃斯帕内斯于2022年1月1日时的人口数量为278人。